# Nawal Meniker
Nawal Meniker (Perpignano, 9 dicembre 1997) è un'altista francese.

## Biografia
Nel 2013 si classifica ottava nel salto in alto ai campionati mondiali allievi di Donec'k e nel 2014, dopo aver conquistato il titolo di campionessa francese assoluta indoor del salto in alto, prende parte ai Giochi olimpici giovanili di Nanchino conquistando la medaglia d'argento.
Nel 2015 è nuovamente argento ai campionati europei juniores di Eskilstuna, mentre nel 2016 è medaglia d'argento ai campionati del Mediterraneo under 23 di Tunisi e si classifica ottava ai campionati mondiali under 20 di Bydgoszcz.
Ai campionati europei indoor di Istanbul 2023 non riesce a superare i turni di qualificazione alla finale, ma lo stesso anno ai campionati mondiali di Budapest riesce a classificarsi dodicesima.
Nel 2024, dopo aver conquistato il titolo di campionessa francese assoluta all'aperto, raggiunge il sesto posto in classifica nel salto in alto ai campionati europei di Roma.

## Progressione

### Salto in alto
| Stagione | Misura    | Luogo          | Data      | Rank. Mond. |
| -------- | --------- | -------------- | --------- | ----------- |
| 2024     | 1,95 m    | Parigi         | 7-7-2024  |             |
| 2023     | 1,93 m    | Tucson         | 29-4-2023 | 25ª         |
| 2022     | 1,85 m    | Pierre-Bénite  | 11-6-2022 | 118ª        |
| 2021     | 1,75 m    | Noisy-le-Grand | 30-5-2021 | 570ª        |
| 2020     | 1,75 m(i) | Hirson         | 18-1-2020 | 466ª        |
| 2019     | 1,80 m    | Saint-Étienne  | 28-7-2019 | 262ª        |
| 2018     | 1,75 m    | Aix-les-Bains  | 20-5-2018 | 591ª        |
| 2017     | 1,80 m    | Rehlingen      | 5-6-2017  | 243ª        |
| 2017     | 1,80 m(i) | Bordeaux       | 18-2-2017 | 243ª        |
| 2017     | 1,80 m(i) | Hirson         | 21-1-2017 |             |
| 2016     | 1,86 m(i) | Padova         | 27-2-2016 | 99ª         |
| 2015     | 1,88 m    | Albi           | 27-6-2015 | 63ª         |
| 2014     | 1,87 m    | Nanchino       | 24-8-2014 | 84ª         |
| 2013     | 1,84 m    | Montpellier    | 23-6-2013 | 152ª        |

## Palmarès
| Anno | Manifestazione                  | Sede       | Evento        | Risultato | Prestazione | Note |
| ---- | ------------------------------- | ---------- | ------------- | --------- | ----------- | ---- |
| 2013 | Mondiali allievi                | Donec'k    | Salto in alto | 8ª        | 1,75 m      |      |
| 2014 | Olimpiadi giovanili             | Nanchino   | Salto in alto | Argento   | 1,87 m      |      |
| 2014 | Olimpiadi giovanili             | Nanchino   | 8×100 m       | Batteria  | 1'47"11     |      |
| 2015 | Europei juniores                | Eskilstuna | Salto in alto | Argento   | 1,86 m      |      |
| 2016 | Campionati del Mediterraneo U23 | Tunisi     | Salto in alto | Bronzo    | 1,85 m      |      |
| 2016 | Mondiali U20                    | Bydgoszcz  | Salto in alto | 8ª        | 1,83 m      |      |
| 2023 | Europei indoor                  | Istanbul   | Salto in alto | 11ª (q)   | 1,87 m      |      |
| 2023 | Mondiali                        | Budapest   | Salto in alto | 12ª       | 1,90 m      |      |
| 2024 | Europei                         | Roma       | Salto in alto | 6ª        | 1,90 m      |      |
| 2024 | Giochi olimpici                 | Parigi     | Salto in alto | 11ª       | 1,86 m      |      |

## Campionati nazionali
- 1 volta campionessa francese assoluta del salto in alto (2024)
- 2 volte campionessa francese assoluta del salto in alto indoor (2014, 2015)
- 1 volta campionessa francese under 20 del salto in alto (2016)
- 2 volte campionessa francese juniores del salto in alto indoor (2015, 2016)
- 1 volta campionessa francese under 18 del salto in alto (2014)

2013
- Argento ai campionati francesi under 18 indoor, salto in alto - 1,72 m
- Bronzo ai campionati francesi under 18, salto in alto - 1,74 m

2014
- Oro ai campionati francesi assoluti indoor, salto in alto - 1,81 m
- Bronzo ai campionati francesi assoluti, salto in alto - 1,82 m
- Oro ai campionati francesi under 18, salto in alto - 1,78 m

2015
- Oro ai campionati francesi juniores indoor, salto in alto - 1,83 m
- Oro ai campionati francesi assoluti indoor, salto in alto - 1,85 m

2016
- Oro ai campionati francesi juniores indoor, salto in alto - 1,84 m
- Oro ai campionati francesi under 20, salto in alto - 1,78 m

2017
- 4ª ai campionati francesi assoluti indoor, salto in alto - 1,80 m
- 6ª ai campionati francesi assoluti, salto in alto - 1,75 m

2018
- 7ª ai campionati francesi assoluti, salto in alto - 1,69 m
- 11ª ai campionati francesi under 23, salto in alto - 1,67 m

2019
- Argento ai campionati francesi under 23, salto in alto - 1,77 m
- Bronzo ai campionati francesi assoluti, salto in alto - 1,80 m

2021
- 11ª ai campionati francesi assoluti, salto in alto - 1,71 m

2022
- Argento ai campionati francesi assoluti, salto in alto - 1,82 m

2023
- Argento ai campionati francesi assoluti indoor, salto in alto - 1,92 m
- Argento ai campionati francesi assoluti, salto in alto - 1,87 m

2024
- Oro ai campionati francesi assoluti, salto in alto - 1,90 m

## Altre competizioni internazionali
2023
- Oro in Prima Divisione ai campionati europei a squadre ( Chorzów), salto in alto - 1,92 m
- 9ª all'Herculis ( Monaco), salto in alto - 1,85 m
- 6ª allo Xiamen Diamond League ( Xiamen), salto in alto - 1,86 m
- 7ª al Memorial Van Damme ( Bruxelles), salto in alto - 1,84 m

2024
- 4ª al Meeting international Mohammed VI d'athlétisme ( Marrakech), salto in alto - 1,87 m
- 6ª al Meeting de Paris ( Parigi), salto in alto - 1,95 m